# Le Magicien (série télévisée, 1973)
Pour les articles homonymes, voir Le Magicien.
Le Magicien (The Magician) est une série télévisée américaine créée par Jack Arnold et Bill Bixby composée d'un épisode pilote de 70 minutes diffusé le 13 mars 1973, suivi de 21 épisodes de 45 minutes diffusés entre le 2 octobre 1973 et le 15 avril 1974 sur le réseau NBC.
En France, elle a été diffusée du 27 juillet 1975 au 10 janvier 1976 sur Antenne 2, et rediffusion est diffusée sur La Cinquième. Elle reste inédite dans les autres pays francophones.

## Synopsis
Depuis qu'il a été enfermé dans une prison sud-américaine pour un crime qu'il n'avait pas commis, le magicien Anthony Blake vient au secours des victimes, comme lui, d'injustice. Artistes ou proches, il aide les innocents, aidé par son ami Max Pomeroy et son fils Dennis ainsi que son assistant Jerry Anderson. Pour ce faire, il bénéficie de toute sa palette d'illusionniste et d'une fortune personnelle (en partie héritée), avec jet privé, de sa compagnie « The Spirit ».

## Distribution
- Bill Bixby (VF : Bernard Murat) : Anthony « Tony » Blake (Dorian dans le pilote)
- Jim Watkins (en) : Jerry Anderson (Wallace dans le pilote)
- Keene Curtis : Max Pomeroy
- Todd Crespi : Dennis Pomeroy
- Joe Sirola : Dominick (dans la 2e partie de la série)

## Épisodes
Seulement 14 épisodes ont été doublés en français.
1. Le Magicien (Pilot : The Magician) (70 minutes)
2. Chasseur d'hommes (The Manhunters)
3. titre français inconnu (The Vanishing Lady)
4. titre français inconnu (Illusion in Terror)
5. titre français inconnu (Lightning on a Dry Day)
6. Ovation pour un meurtre (Ovation for Murder)
7. titre français inconnu (Man on Fire)
8. La Femme prise au piège (Lady in a Trap)
9. titre français inconnu (The Man Who Lost Himself)
10. Le Cauchemar d'acier (Nightmare in Steel)
11. Les Pointes diaboliques (Shattered Image)
12. L’Étrange Imposture, première partie (The Illusion of the Curious Counterfeit: Part 1)
13. L’Étrange Imposture, deuxième partie (The Illusion of the Curious Counterfeit: Part 2)
14. La Femme d'acier (The Stainless Steel Lady)
15. L’Énigme du palace flottant (The Illusion of the Queen's Gambit)
16. L'Or noir (The Illusion of Black Gold)
17. Le Dragon perdu (The Illusion of the Lost Dragon)
18. titre français inconnu (The Illusion of the Deadly Conglomerate)
19. La Flèche fatale (The Illusion of the Fatal Arrow)
20. titre français inconnu (The Illusion of the Lethal Playthings)
21. L'Œil du chat (The Illusion of the Cat's Eye)
22. titre français inconnu (The Illusion of the Evil Spikes)

## Commentaire
La série n’a eu droit qu’à une seule saison, pour le moins chaotique en coulisses. En effet, Bill Bixby tenait particulièrement à réaliser ses tours de magie lui-même, compliquant considérablement la production. Outre une grève des scénaristes, la formule de la série a même été complètement remaniée après seulement quelques épisodes. Tournée en plein choc pétrolier, l’avion du héros fut supprimé et il rejoignit définitivement le club très fermé des illusionnistes du « Château » (« Magic Castle »), situé à Hollywood. Nouveau générique, disparition de personnages (notamment de Keene Curtis), nouvelle case de diffusion (du mardi 21 h au lundi 20 h), scripts plus classiques : les enquêtes du Magicien n’ont jamais trouvé leur rythme et leur public.

## DVD
- États-Unis :
  - The Magician The TV Series (coffret Keep Case 4 DVD-5) sorti le 25 août 2017, édité et distribué par Visual Entertainment Inc. (VEI)[2]. Le ratio écran est en 1.33:1 plein écran en version originale non sous-titrée et sans suppléments. Le coffret contient le téléfilm pilote ainsi que les 21 épisodes de la série[3].